# Dance Again
Dance Again – piosenka amerykańskiej piosenkarki i aktorki Jennifer Lopez oraz Pitbulla. Wydana jako singel 2 kwietnia 2012 roku przez wytwórnię Epic Records. Jest to trzecia współpraca Lopez z Pitbullem, raper wystąpił wcześniej we Fresh Out the Oven (2009) oraz On the Floor (2011).
Teledysk do piosenki miał premierę 5 kwietnia 2012 w programie American Idol, w którym J. Lo wchodzi w skład jury. 22 maja 2012 wydana została hiszpańska wersja piosenki pod tytułem Bailar Nada Más.

## Kompozycja
Piosenka została napisana przez AJ Junior, The Chef, Enrique Iglesias, RedOne i Pitbulla, który występuje gościnnie w piosence. Za produkcję Dance Again odpowiedzialny jest RedOne, który wcześniej pracował z Jennifer Lopez nad jej siódmym albumem Love? i wyprodukował dwa pochodzące z niego single: On the Floor (z Pitbullem) i Papi.

## Teledysk
Teledysk do Dance Again ukazał się 5 kwietnia 2012 w American Idol. Został on wyreżyserowany przez Paula Huntera, który jest reżyserem wielu teledysków Jennifer Lopez, m.in. If You Had My Love, Love Don’t Cost A Thing czy Papi. W teledysku pojawił się chłopak piosenkarki Casper Smart.

## Notowania i certyfikaty
| Lista (2012)                                         | Najwyższa pozycja |
| ---------------------------------------------------- | ----------------- |
| Australia (Top 50 Singles)                           | 28                |
| Austria (Ö3 Austria Top 40)                          | 8                 |
| Belgia (Flandria) (Ultratop 50 Singles)              | 7                 |
| Belgia (Wallonia) (Ultratop 50 Singles)              | 9                 |
| Dania (Track Top-40)                                 | 11                |
| Finlandia (Top 20 Singles)                           | 6                 |
| Hiszpania (Top 50 Singles)                           | 4                 |
| Holandia (Single Top 100)                            | 20                |
| Irlandia (Top 50 Singles)                            | 12                |
| Norwegia (Top 20 Singles)                            | 17                |
| Nowa Zelandia (Top 40 Singles)                       | 12                |
| Polska (ZPAV)                                        | 1                 |
| Polska (Dance Top 50)                                | 1                 |
| Stany Zjednoczone (Hot 100)                          | 17                |
| Stany Zjednoczone (Pop Songs)                        | 17                |
| Stany Zjednoczone (Hot Dance Club Songs)             | 1                 |
| Stany Zjednoczone (Hot Latin Songs)                  | 16                |
| Błąd przy wprowadzaniu danych Billboardlatinpopsongs | 4                 |
| Szwajcaria (Singles Top 100)                         | 14                |
| Szwecja (Top 60 Singles)                             | 27                |
| Wielka Brytania (Singles Top 100)                    | 11                |
| Włochy (Top 20 Singles)                              | 7                 |

| Kraj                  | Certyfikat |
| --------------------- | ---------- |
| Kanada (Music Canada) | Platyna    |
| USA (RIAA)            | Złoto      |
| Włochy (FIMI)         | Złoto      |

## Historia wydania
| Kraj            | Data            | Format                             | Wytwórnia |
| --------------- | --------------- | ---------------------------------- | --------- |
| Australia       | 2 kwietnia 2012 | Digital download                   | Epic      |
| Francja         | 2 kwietnia 2012 | Digital download                   | Epic      |
| Kanada          | 2 kwietnia 2012 | Digital download                   | Epic      |
| Meksyk          | 2 kwietnia 2012 | Digital download                   | Epic      |
| Polska          | 2 kwietnia 2012 | Digital download                   | Epic      |
| USA             | 2 kwietnia 2012 | Digital download                   | Epic      |
| USA             | 3 kwietnia 2012 | Mainstream i rhythmic radio        | Epic      |
| Irlandia        | 18 maja 2012    | Digital download – EP              | Epic      |
| Wielka Brytania | 18 maja 2012    | Digital download – EP              | Epic      |
| Niemcy          | 22 maja 2012    | CD                                 | Epic      |
| Meksyk          | 22 maja 2012    | Digital download – Spanish Version | Epic      |
| USA             | 22 maja 2012    | Digital download – Spanish Version | Epic      |
| Francja         | 29 maja 2012    | CD                                 | Epic      |
| Wielka Brytania | 29 maja 2012    | CD                                 | Epic      |